# Jana Hlavaty
Jana Hlavaty (gebürtig Ledvinková; * 25. August 1941 in Prag, Protektorat Böhmen und Mähren) ist eine ehemalige US-amerikanische Skilangläuferin.
Hlavaty wuchs in der Tschechoslowakei auf und ging im Jahr 1969 ein Jahr nach dem Prager Frühling in die Vereinigten Staaten. Im Skilanglauf kam sie bei den Nordischen Skiweltmeisterschaften 1974 in Falun jeweils auf den 33. Platz über 5 km und 10 km sowie auf den achten Rang mit der Staffel. Im Jahr 1976 wurde sie US-amerikanische Staatsbürgerin und belegte bei ihrer einzigen Teilnahme an Olympischen Winterspielen im Februar in Innsbruck den 37. Platz über 10 km, den 35. Rang über 5 km und den neunten Platz zusammen mit Martha Rockwell, Terry Porter und Twila Hinkle in der Staffel. Zudem gewann sie im selben Jahr den American Birkebeiner und war ab 1978 als Direktorin für Skilanglauf im Keystone Resort tätig.